# 湘东郡
湘東郡，中國孫吳至南朝時設置的一個郡。

## 建置沿革
吳孫亮太平二年（257年），分長沙東部都尉立湘東郡，以处湘水之东得名，治所酃县（今衡阳市境），屬荊州。辖境相当今湖南省洣水流域、耒水下游及常宁市地。西境以后略有扩大，西部至今湘江以西的蒸水下游。
晉武帝太康中，湘東郡領七縣：酃、茶陵、臨烝、利陽、陰山、新平、新寧。晉懷帝永嘉元年（307年），湘東郡改屬湘州。晉成帝咸和三年（328年），省湘州，湘東郡復屬荊州。晉孝武帝太元二十年（395年），省酃、利陽、新平三縣，湘東郡移治臨烝。晉安帝義熙八年（412年），復立湘州，湘東郡改屬湘州。義熙十二年（416年），省湘州，湘東郡復屬荊州。
宋武帝永初三年（422年），復立湘州，湘東郡改屬湘州。宋文帝元嘉八年（431年），省湘州，湘東郡復屬荊州。元嘉十六年（439年），復立湘州，湘東郡改屬湘州。元嘉二十九年（452年），省湘州，湘東郡復屬荊州。宋孝武帝孝建元年（454年），復立湘州，湘東郡改屬湘州。宋後廢帝元徽二年（474年），增置湘陰縣。南朝齊時，湘東郡領有六縣：茶陵、新寧、攸、臨蒸、重安、陰山。辖境扩大至蒸水上、中游。
陳後主禎明三年（589年），陳亡，湘東郡廢，其地入衡州。

## 人口
- 晉武帝太康三年（282年），湘东郡有19500戶。[1]
- 宋孝武帝大明八年（464年），湘东郡有1396戶，17450口。[2]

## 行政長官

### 湘東太守（257年—452年）
- 虞聳，會稽餘姚人，吴末帝時在任。[4]
- 孔恬，會稽山陰人，吴末帝時在任。[5]
- 張詠，吴末帝天璽元年（276年）離任。[6]
- 杜烈，蜀郡成都人，晉惠帝時在任。[7]
- 虞潭，字思奧，會稽餘姚人，晉愍帝時在任。[8]
- 鄭澹，晉元帝時在任。[9]
- 范珧，晉成帝時在任。[10]
- 庾肅之，潁川鄢陵人，晉孝武帝時在任。[11]
- 何法盛，南朝宋時在任。[12]

### 湘東內史（452年—465年）
- 劉勉，字伯猷，彭城人，宋孝武帝時在任。[13]
- 蕭惠基，蘭陵人，宋孝武帝時在任。[14]

### 湘東太守（465年—490年）
- 王諶，字仲和，東海郯人，宋明帝時在任。[15]
- 何昌宇，字儼望，廬江灊人，宋順帝時在任。[16]

### 湘東內史（499年—502年）
- 蕭穎孚，蘭陵人，齊東昏侯永元中在任。[17]
- 王僧粲，齊東昏侯永元中在任。[17]

### 湘東內史（514年—552年）
- 張綰，字孝卿，范陽方城人，梁簡文帝時在任。[18]

### 湘東太守（552年—560年）
- 張綰，字孝卿，范陽方城人，梁元帝時在任。[19]
- 劉廣德，南陽涅陽人，梁元帝時在任。[20]

### 湘東公相（560年—589年）
- 劉廣德，南陽涅陽人，陳文帝時在任。[21]

## 國主

### 南朝宋湘東國（452年—465年）
| 淮陽國（448年—452年）/湘東國（452年—465年）丨食邑2000戶→3000戶 |                   |    |      |             |                |
| 代數                                                           | 封爵              | 謚 | 姓名 | 在位時間    | 備註           |
| 1                                                              | 淮陽郡王→湘東郡王 |    | 劉彧 | 448年—465年 | 宋文帝第十一子 |
| 即皇帝位，國除                                                 |                   |    |      |             |                |

### 南朝齊湘東國（490年—498年）
| 湘東國（490年—498年）丨食邑2000戶 |          |    |        |             |                  |
| 代數                              | 封爵     | 謚 | 姓名   | 在位時間    | 備註             |
| 1                                 | 湘東郡王 |    | 蕭子建 | 490年—498年 | 齊武帝第二十一子 |
| 伏誅，國除                        |          |    |        |             |                  |

### 南朝齊湘東國（499年—502年）
| 安陸國（494年—499年）/湘東國（499年—502年）丨食邑2000戶 |                   |      |        |             |              |
| 代數                                                    | 封爵              | 謚   | 姓名   | 在位時間    | 備註         |
| 1                                                       | 安陸郡王          | 昭王 | 蕭緬   | 494年追封   | 蕭道生第三子 |
| 2                                                       | 安陸郡王→湘東郡王 |      | 蕭寶晊 | 494年—502年 | 蕭緬子       |
| 伏誅，國除                                              |                   |      |        |             |              |

### 南朝梁湘東國（514年—552年）
| 湘東國（514年—552年）\|食邑2000戶 |          |                   |        |             |              |
| 代數                              | 封爵     | 謚                | 姓名   | 在位時間    | 備註         |
| 1                                 | 湘東郡王 |                   | 蕭繹   | 514年—552年 | 梁武帝第七子 |
|                                   | 湘東世子 | 忠壯世子→武烈世子 | 蕭方等 |             | 蕭繹長子     |
|                                   | 湘東世子 | 貞惠世子          | 蕭方諸 |             | 蕭繹第二子   |
| 即皇帝位，國除                    |          |                   |        |             |              |

### 南朝陳湘東國（560年—589年）
| 湘東國（560年—589年）      |              |        |        |             |          |
| 以討王琳之功封，食邑4000戶 |              |        |        |             |          |
| 代數                       | 封爵         | 謚     | 姓名   | 在位時間    | 備註     |
| 1                          | 湘東郡開國公 | 忠肅公 | 徐度   | 560年—568年 |          |
| 2                          | 湘東郡開國公 | 思公   | 徐敬成 | 572年—575年 | 徐度子   |
| 3                          | 湘東郡開國公 |        | 徐敞   | ？—589年    | 徐敬成子 |
| 陳亡，國除                 |              |        |        |             |          |

## 参見
- 衡州

## 徵引文獻及註釋
1. 1 2  《晉書 卷十五 志第五 地理下》
2. 1 2  《宋书 卷三十七 志第二十七 州郡三》
3. ↑  《南齊書 卷十五 志第七》
4. ↑  《三國志 卷五十七 吳書十二 虞陸張駱陸吾朱傳第十二》
5. ↑  《晉書 卷七十八 列傳第四十八》
6. ↑  《三國志 卷四十八 吳書三 三嗣主傳第三》
7. ↑  《晉書 卷九十 列傳第六十》
8. ↑  《晉書 卷七十六 列傳第四十六》
9. ↑  《晉書 卷三十七 列傳第七》
10. ↑  《晉書 卷六十六 列傳第三十六》
11. ↑  《晉書 卷九十二 列傳第六十二》
12. ↑  《隋書 卷三十三　志第二十八》
13. ↑  《宋書 卷八十六 列傳第四十六》
14. ↑  《南齊書 卷四十六 列傳第二十七》
15. ↑  《南齊書 卷三十四 列傳第十五》
16. ↑  《南齊書 卷四十三 列傳第二十四》
17. 1 2  《南齊書 卷三十八 列傳第十九》
18. ↑  《梁書 梁書卷三十四 列傳第二十八》
19. ↑  《梁書 卷五 本紀第五》
20. ↑  《陳書 卷十八 列傳第十二》
21. ↑  《陳書 卷三十五 列傳第二十九》